# Josef Mladý (politik)
Josef Mladý (* 4. února 1977 Velké Meziříčí) je český podnikatel a politik, bývalý jednatel společnosti EUROWAGON, lídr TOP 09 ve volbách do Sněmovny PČR v roce 2017 v Kraji Vysočina.

## Život
Narodil se v Mostištích u Velkého Meziříčí, vyrůstal v nedalekém Tasově. Po skončení základní školy absolvoval obor management cestovního ruchu na hotelové škole ve Velkém Meziříčí. V cizině se účastnil různých vzdělávacích programů, např. Kaplan International Colleges v Irsku nebo European School of English na Maltě. V letech 2013 a 2014 studoval na renomované škole AVT Business School v Kodani a studium zakončil zkouškou Certificate in Applied Management - Developing as a leader.
Začátkem roku 2005 založil firmu na výrobu speciálních skříňových přívěsů a mobilních kontejnerů. Společně s dánským zahraničním partnerem navýšili výrobní kapacitu, postavili novou výrobní halu a firma EUROWAGON v současnosti zaměstnává 60 lidí. V roce 2017 se rozhodl pro životní změnu, svůj podíl v prosperující firmě prodal a pustil se do podnikání v agroturistice.
Josef Mladý je ženatý a má dvě dcery. Žije ve městě Velké Meziříčí na Žďársku. Ve volném čase se věnuje ochotnickému divadlu, které sám založil. Jedná se o soubor Tastyjátr, jehož je hercem i režisérem.

## Politické působení
Od roku 2010 je členem TOP 09. Ve stejném roce spoluzaložil místní organizaci ve Velkém Meziříčí, jejíž je předsedou. Zastává také pozici člena krajského výboru TOP 09 v Kraji Vysočina.
V komunálních volbách v letech 2010 a 2014 kandidoval za TOP 09 do Zastupitelstva města Velké Meziříčí, ale ani v jednom případě nebyl zvolen zastupitelem.
Ve volbách do Poslanecké sněmovny PČR v roce 2017 byl lídrem TOP 09 v Kraji Vysočina, ale neuspěl.